# 楔形开腹蛤
是海螂目开腹蛤科开腹蛤属的一种。主要分布于南海、新加坡、马来西亚、韩国、中国大陆、台湾，常栖息在潮间带至潮下带。